# India (motonave)
L'India è stata una motonave da carico italiana, violatore di blocco durante la seconda guerra mondiale.

## Storia
Costruita tra il 1925 ed il 1926 per la Società Marittima Italiana (distaccamento del Lloyd Sabaudo), con sede a Genova, l'unità era una motonave da carico di 6367 tonnellate di stazza lorda, iscritta con matricola 1363 al Compartimento marittimo di Genova. Nel 1932 l'India passò alla Società anonima di Navigazione Lloyd Triestino, con sede a Trieste. 
All'entrata dell'Italia nel secondo conflitto mondiale, il 10 giugno 1940, l'India si trovava a Massaua, nella colonia italiana dell’Eritrea, ed in tale porto rimase inattiva per nove mesi, insieme alle altre numerose navi mercantili bloccate a Massaua dallo scoppio del conflitto. 
L'inizio dell'Operazione Compass in Africa settentrionale e la sconfitta delle truppe italiane a Sidi el Barrani, tra il 9 ed il 12 dicembre 1940, segnò definitivamente l'impossibilità per le truppe italiane della Libia di raggiungere l'Africa Orientale Italiana in tempo per spezzarne l'accerchiamento, essendo previsto che le scorte di carburante di tale possedimento si sarebbero esaurite entro il giugno 1941. In previsione della futura ed inevitabile caduta di tale colonia, venne pianificata la partenza dall'Eritrea delle poche navi dotate di autonomia sufficiente ad affrontare lunghe traversate verso l'Estremo Oriente o verso la Francia occupata, e la distruzione di tutte le altre navi per evitarne la cattura. Le unità in grado di affrontare una traversata oceanica violando il blocco nemico furono individuate nelle motonavi mercantili India ed Himalaya, nel piroscafo Piave, nella nave coloniale Eritrea e negli incrociatori ausiliari RAMB I e RAMB II, oltre che nei sommergibili Perla, Guglielmotti, Archimede e Galileo Ferraris: tutte tali unità partirono tra febbraio e marzo 1941, con diverse destinazioni e differenti sorti (i sommergibili raggiunsero Bordeaux in Francia, l'Himalaya raggiunse anch'essa Bordeaux dopo una tappa in Brasile, la RAMB I venne affondata in combattimento dall'incrociatore HMNZS Leander mentre la RAMB II e l'Eritrea raggiunsero il Giappone).
Il 23 marzo 1941 l'India, giunto il periodo favorevole del novilunio, lasciò Massaua diretta nell'Oceano Indiano (una settimana più tardi salpò anche il Piave, un grosso piroscafo misto anch'esso di proprietà del Lloyd Triestino). Il 24 marzo, tuttavia, la stazione radiotelegrafica di Massaua captò la notizia della cattura del piroscafo tedesco Oder nello stretto di Bab el-Mandeb, pertanto «Marisupao» (il Comando Navale Africa Orientale Italiana) impartì all'India l'ordine di tornare in Eritrea, non a Massaua ma nella base navale di Assab. Il 28 marzo il mercantile lasciò il porto eritreo per proseguire il viaggio: grazie al novilunio, la motonave raggiunse senza problemi lo stretto di Bab el-Mandeb, sorvegliato dalle forze aeronavali britanniche, ma in tale braccio di mare s'imbatté in condizioni meteomarine particolarmente avverse, nonché in venti e correnti contrarie: impossibilitata a proseguire (la velocità massima raggiungibile in tali condizioni era di appena quattro nodi), la nave dovette invertire la rotta e tornare ad Assab, dove si trovava ormeggiato un altro grande piroscafo passeggeri del Lloyd Triestino, il Sannio. Poco dopo giunse nel porto di Assab anche il Piave, costretto a rinunciare alla traversata da un'avaria alle macchine. Il 2 aprile «Marisupao» ricevette notizia che un altro piroscafo tedesco che aveva tentato di forzare il blocco, il Bertrand Rickmers, era stato intercettato ed affondato, pertanto venne ordinato che l'India ed il Piave restassero ad Assab e lì si autoaffondassero.
Il 10 aprile 1941, all'atto della caduta di Assab, l'India, il Sannio ed il Piave si autoaffondarono per evitare la cattura. Il relitto della motonave venne successivamente riportato a galla dagli inglesi, che avevano occupato la località, e quindi demolito.